# Солонецкое сельское поселение (Ростовская область)
Солоне́цкое се́льское поселе́ние — муниципальное образование в Обливском районе Ростовской области. 
Административный центр поселения — хутор Солонецкий.

## Административное устройство
В состав Солонецкого сельского поселения входят:
- хутор Солонецкий;
- посёлок Новополеевский;
- хутор Сиволобов.

## Население
| 2010  | 2012  | 2013  | 2014  | 2015  | 2016  | 2017  |
| ----- | ----- | ----- | ----- | ----- | ----- | ----- |
| 1361  | ↘1309 | ↘1267 | ↘1240 | ↘1213 | ↘1196 | ↘1171 |
| 2018  | 2019  | 2020  | 2021  |       |       |       |
| ↘1150 | ↘1131 | ↘1128 | ↘1112 |       |       |       |